# Isla Akpatok
La isla Akpatok (en inglés: Akpatok Island) es una de las islas deshabitadas del archipiélago ártico canadiense localizada en la región Qikiqtaaluk del territorio de Nunavut, al noreste de Canadá. Es la isla más grande de la bahía de Ungava, en la costa norte de la provincia de Quebec. La isla lleva el nombre de la Akpat, un tipo de ave (Uria lomvia), que viven en los acantilados de piedra caliza que rodean la isla.
Con una superficie de 903 km² (53.ª de Canadá y 37.ª de Nunavut), la isla de Akpatok es predominantemente de piedra caliza y está rodeada de abruptos acantilados que se elevan desde 150 hasta los 250 m sobre el nivel del mar. Los acantilados están rotos en muchos lugares por profundos barrancos que permiten el acceso a una meseta plana de 23 km de ancho y 45 km de largo.